# أوين دودسون
أوين دودسون (بالإنجليزية: Owen Dodson)‏ (28 نوفمبر 1914، بروكلين في الولايات المتحدة - 21 يونيو 1983، نيويورك في الولايات المتحدة)؛ شاعر وروائي أمريكي.

## الجوائز
- زمالة غوغنهايم